# Cronofobia
Cronofobia é o medo irracional da passagem do tempo e frequentemente do próprio tempo. É caracterizado por fortes sentimentos de ansiedade, pânico e claustrofobia. O estado de saúde das pessoas que padecem desta fobia vai piorando com o tempo, sendo que as sensações de angústia, aumento do ritmo cardíaco e de pensamentos perturbadores vão aumentando drasticamente. A cronofobia também pode ser um sintoma do estresse pós-traumático.
Os sintomas são similares as outras fobias, como ansiedade e pânico, dificuldades pelo temor, incremento do ritmo cardíaco, transpiração excessiva e dificuldade para respirar. Embora uma pessoa com cronofobia possa experimentar esses sintomas como parte de sua vida diária, sua ansiedade pode aumentar em situações específicas, como cerimónias de formatura, aniversários e férias.